# Dieter Leitner
Dieter Leitner (* 17. Dezember 1945 in Leipzig; † 9. August 2021) war ein deutscher Radrennfahrer. Er wurde drei Mal deutscher Meister auf der Straße (zweimal im Mannschaftszeitfahren und einmal im Einzelrennen) und nahm an vier Weltmeisterschaften teil, wobei er einmal einen vierten Platz erreichte.

## Sportliche Laufbahn
Dieter Leitner war bis 1976 als Straßenfahrer im Amateurbereich aktiv. Einen Etappensieg holte er in der  Internationalen Rheinland-Pfalz-Rundfahrt 1966, 1968 waren es zwei Etappensiege. Während seiner Zeit bei der Bundeswehr 1966 und 1967 fuhr er häufiger Querfeldeinrennen und konnte auch einige dieser Rennen gewinnen.

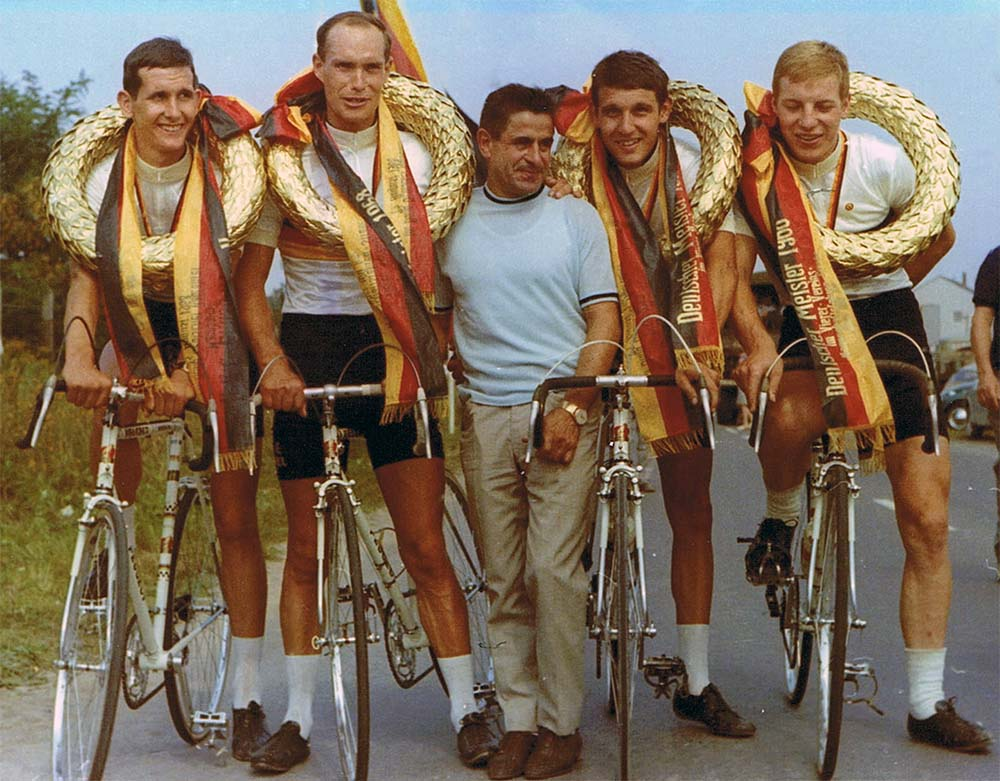
Deutsche Meister im Mannschaftszeitfahren 1968 (v. l. n. r.) Algis Oleknavicius, Jürgen Walter, Karl Ziegler (Trainer), Jürgen Tschan und Dieter Leitner

1968 siegte er mit RRC Endspurt Mannheim im Vierer-Mannschaftszeitfahren bei der Deutschen Meisterschaft., zuvor war er für den Verein RMC Dortmund gestartet. In der gleichen Disziplin wurde er 1971 mit dem PSV 1922 Köln deutscher Vizemeister. 1968 holte er sich mit Algis Oleknavicius den deutschen Vizetitel im Zweier-Mannschaftsfahren. Mit Enschede–Münster gewann er 1967 einen echten Amateurklassiker. In diesem Jahr startete er auch bei der Internationalen Friedensfahrt, die er als 64. des Gesamtklassements beendete.
1971 wurde Leitner zweifacher deutscher Meister: im Straßenrennen sowie im Mannschaftszeitfahren. Ebenfalls 1971 entschied er das Eintagesrennen Köln-Schuld-Frechen für sich. Seinen letzten Podestplatz bei Meisterschaften erreichte Leitner bei der Vierer-DM 1976, als er mit der NRVg Luisenstadt Berlin Dritter wurde.
Als Mannschaftszeitfahrer wurde Leitner auch bei den Straßenweltmeisterschaften eingesetzt. 1966 kam er mit dem Deutschland-Vierer auf den elften Platz, 1967 erreichte er mit dem deutschen Team Rang vier.
1971 wurde Dieter Leitner positiv auf Amphetamine getestet, aber wegen Mangels an Beweisen von dem Verdacht freigesprochen.
Am 9. August 2021 verstarb er im Alter von 75 Jahren.

## Trivia
1990 eröffnete Dieter Leitner in Ahrensburg in Schleswig-Holstein ein Fahrradgeschäft, das er bis zu seinem Ruhestand im Jahre 2014 führte.